# 原紀舟
原 紀舟（はら きふね、1991年4月4日 - ）は、日本の元タレント、元グラビアアイドル、元レースクイーン。アライブエンタテインメントに所属していた。大阪府出身。身長162cm。B88・W59・H88。Fカップ。

## 人物・略歴
2014年より朝日放送の｢八方・今田のよしもと楽屋ニュース2014｣でスタジオアシスタントを務め、2015年7月1st.DVD｢Hip&Leg2｣発売。舞台にも出演し、関西から東京にも活躍の場を広げる。ADVAN WTCC GAL2015としてレースクイーンとしても活躍。
2020年3月31日を以って芸能界を引退することを、同年3月1日付の自身のSNSで表明した。

## 出演

### テレビ
- 全力坂（テレビ朝日）[3][4]
- MUSIC EDGE+OsakaStyle（毎日放送）再現VTR
- 八方・今田のよしもと楽屋ニュース2014（朝日放送）スタジオ アシスタント
- やすともの恋愛島〜極限LOVEサバイバル〜（朝日放送）2019年6月23日[5][6][7][8][9]

### ラジオ
- 高山トモヒロのオトナの部室（ABCラジオ）月一レギュラー(2019年1月〜出演中)

### DVD
- Hip&Leg2（イーネットフロンティア、2015年7月23日発売）[10][11][12][13][14]
- Private Lesson（シャイニングスター、2015年11月27日発売）[15][16][17]
- 社内恋愛エモーション（株式会社ギルド、2016年6月23日発売）[18][19]

### 雑誌
- BLENDA（角川事務所）
- FRIDAY ダイナマイト（講談社）
- キスカ（竹書房）

### イメージガール
- ST-Xクラス Rn-SPORTS 2016
- ヴィーナスギャラリーグループ なないろヴィーナス[20][21]
- スーパーGTシリーズ2015 ADVAN WTCC GRL